# 가사야 유키오
가사야 유키오(일본어: 笠谷 幸生, かさや ゆきお, 1943년 8월 17일 ~ 2024년 4월 23일)는 일본의 스키점프 선수이다. 자국에서 열린 1972년 삿포로 동계 올림픽 노멀힐에서 우승하며, 일본 출신으로는 최초로 동계 올림픽에서 금메달을 획득했다. 이 대회 이 종목에서는 은메달과 동메달도 일본 선수(은메달: 곤노 아키쓰구, 동메달: 아오치 세이지)가 획득하여, 일본 선수단이 금, 은, 동메달을 휩쓸었다.
2024년 4월 23일 관상경맥으로   사망하였다. 